# 魏克斯
魏克斯（德語：Weichs，德語發音：[ˈvaɪ̯ks]）是德国巴伐利亚州的一个市镇。总面积18.81平方公里，总人口3146人，其中男性1587人，女性1559人（2011年12月31日），人口密度167人/平方公里。